# Elymus tilcarensis
Elymus tilcarensis là một loài thực vật có hoa trong họ Hòa thảo. Loài này được (J.H.Hunz.) Á.Löve mô tả khoa học đầu tiên năm 1984.